# Pearnel Charles
Pearnel Charles (* 1936 in Macedonia, Saint Ann) ist ein jamaikanischer Politiker (JLP) und Gewerkschafter (BITU). Er war von September 2007 bis Januar 2012 Arbeits- und Sozialminister (Minister of Labour and Social Security) Jamaikas.

## Leben
Charles besuchte das West Indies College und studierte Politikwissenschaften am City College of New York in den USA. Seit seiner Rückkehr nach Jamaika 1965 war er für die Bustamante Industrial Trade Union (BITU) tätig, zeitweilig war er Vizepräsident der Gewerkschaft. 
Charles trat in den 1960er Jahren auch in die Jamaica Labour Party (JLP) ein. Er war von 1967 bis 1976 Ratsmitglied (Councillor) der Kingston and St. Andrew Corporation (KSAC). In der JLP war er zwischen 1972 und 1991 stellvertretender Parteivorsitzender (Deputy Leader). 
Er war Senator für zwei Amtszeiten zwischen 1972 und 1980. Bei den Parlamentswahlen 1980 und 1983 wurde er jeweils als Kandidat der JLP für den Wahlkreis East St. Thomas ins Repräsentantenhaus gewählt. Während der JLP-Regierung von 1980 bis 1989 war er Minister for Public Utilities im Kabinett von Premierminister Edward Seaga. Im Jahr 1989 konnte Charles seinen Wahlkreis wieder gewinnen, die JLP verlor allerdings die Regierungsmehrheit. Charles gehörte dem Repräsentantenhaus bis 1993 als Oppositionsmitglied an.
Im Jahr 2002 schaffte er wieder den Einzug ins Repräsentantenhaus, er wurde im Wahlkreis Clarendon North Central gewählt. 
Nachdem Seaga 2004 seinen Rücktritt als Parteivorsitzender der JLP ankündigte, trat Charles in der parteiinternen Auseinandersetzung um die Nachfolge als einziger Herausforderer für Bruce Golding hervor. Die für November 2004 geplante Wahl musste verschoben werden, nachdem Charles zunächst juristische Mittel gegen die Auswahl der Parteitagsdelegierten einlegte. Die Nachfolge entschied sich erst nachdem Charles seine Kandidatur zurückzog und Golding im Februar 2005 zum Parteivorsitzenden gewählt wurde.
Bei der Parlamentswahl am 3. September 2007 wurde Charles im Wahlkreis Clarendon North Central wiedergewählt. Die JLP erreichte bei dieser Wahl die Regierungsmehrheit, Charles wurde am 14. September als neuer Arbeits- und Sozialminister vereidigt. Bei der Wahl am 29. Dezember 2011 konnte er seinen Parlamentssitz zwar erneut verteidigen, die JLP verlor aber die Wahl, so dass Charles aus dem Ministeramt schied.
Charles ist verheiratet und hat sieben Kinder. Premierminister Bruce Golding ist sein Schwager.